# Gmina Radomyśl Wielki
Die Gmina Radomyśl Wielki ist eine Landgemeinde im Powiat Mielec der Woiwodschaft Karpatenvorland in Polen. Sitz der Gemeinde ist die Stadt Radomyśl Wielki.

## Geographie
Das Gemeindegebiet befindet sich zwischen den Flüssen Weichsel und Wisłoka etwa 10 km südwestlich von Mielec.
Es liegt auf einem Plateau 205 Meter über dem Meeresspiegel.
Es wird durchflossen vom Bach Rabka, ein Nebenfluss der Partynia, die wiederum ein Nebenfluss des Breń ist.
Durch das Gemeindegebiet führt die Straße Nr. 984, die Tarnów und Mielec verbindet.
Im Gemeindegebiet gibt es Nadelwälder, vor allem nordöstlich und westlich der Stadt Radomyśl Wielki. 
Der Boden nordöstlich und westlich der Stadt Radomyśl Wielki ist eine Mischung aus Sand und Lehm.

## Gemeinde
Zur Stadt- und Landgemeinde (gmina miejsko-wiejska) gehören neben der Stadt Radomyśl Wielki folgende 12 Ortschaften mit einem Schulzenamt:
Dąbie
Dąbrówka Wisłocka
Dulcza Mała
Dulcza Wielka
Janowiec
Partynia
Pień
Podborze
Ruda
Zdziarzec
Zgórsko
Żarówka

## Wirtschaft und Industrie
In der Gemeinde Radomyśl gibt es Lebensmittelbetriebe der Schweine- und Rindfleischverarbeitung.
Außerdem wird die Zucht von Schlachtgeflügel, Legehennen und Schweinen betrieben.
Einzelhandel und Gastronomie sind stark entwickelt.
Die Gummiindustrie wird durch die Firma "Geyer & Hosaja" in der Ortschaft Partynia vertreten.
Sie stellt Gummimischungen und -zubehör für In- und Ausland her, darunter Automatten.
Es existieren auch Betriebe der Metallindustrie.

## Persönlichkeiten
- Ignacy Jeż (1914–2007), Bischof von Koszalin und Kołobrzeg